# James L. Kateka
James Luta Kateka (* 29. April 1945 im Bezirk Karagwe) ist ein tansanischer Jurist und war von 2005 bis 2023 Richter am Internationalen Seegerichtshof.

## Leben
James L. Kateka schloss 1970 sein Studium der Rechtswissenschaften an der Universität Dar es Salaam ab. Hieran schloss sich ein Magisterstudium am King’s College London mit der Ausrichtung Völkerrecht an.
1970 begann er seine Karriere im Außenministerium seines Landes und war unter anderem Berater der Ständigen Vertretung Tansanias bei den Vereinten Nationen, Botschafter in Deutschland, Russland und Schweden. 
Er war von 2001 bis 2005 im Fall Armed Activities on the Territory of the Congo (DRC v. Uganda) von Uganda nominierter Ad-hoc-Richter am Internationalen Gerichtshof in Den Haag.
James L. Kateka war zudem Mitglied verschiedener internationaler Konferenzen zur Ausarbeitung völkerrechtlicher Verträge, darunter das Wiener Übereinkommen zur Staatennachfolge in internationale Verträge, das Statut der Internationalen Meeresbodenbehörde und das des Internationalen Seegerichtshofs.
Ab dem 1. Oktober 2005 war Kateka Richter am Internationalen Seegerichtshof in Hamburg. Seine Amtszeit lief nach seiner Wiederwahl bis zum 30. September 2023. In den beiden Schiedsverfahren zwischen Mauritius und dem Vereinigten Königreich wurde er am 25. März 2011 und zwischen Malta und São Tomé und Príncipe am 27. Dezember 2013 jeweils zum Schiedsrichter bestellt.

## Auszeichnungen
James L. Kateka ist seit 1993 Träger des großen Kreuzes mit Stern des Piusordens. 

## Publikationen (Auswahl)
- The 51st session of the United Nations International Law Commission. In: African yearbook of international law. Band 7 (1999), ISSN 1380-7412, S. 217.
- John Dugard’s contribution to the topic of diplomatic protection. In: Leiden Journal of International Law. Band 20 (2007), ISSN 0922-1565 S. 921.